# Groveton (New Hampshire)
Groveton ist ein Census-designated place im Coös County im US-Bundesstaat New Hampshire. Es ist der Hauptort der Town von Northumberland. Die Volkszählung von 2020 erfasste 1.068 Einwohner. Der CDP wurde im Jahr 2002 vom GNIS veröffentlicht.

## Lage
Der Ort liegt bei den Koordinaten 44° 36' 17.48" Nord und  71° 31' 12.25" West am rechten Ufer des Upper Ammonoosuc River oberhalb von dessen Mündung in den Connecticut River auf einer Höhe von 274 Metern über dem Meeresspiegel. Die etwa 5,6 km² große Fläche des Gebietes setzt sich zusammen aus 5,34 km² Land- und 0,23 km² Wasserfläche. Im Ortsgebiet zweigt die New Hampshire State Route NH-110 von der US-3 ab und trafen die Bahnstrecken Portland–Island Pond und Woodsville–Groveton aufeinander.